# Торральба-де-Калатрава
Торральба-де-Калатрава (ісп. Torralba de Calatrava) — муніципалітет в Іспанії, у складі автономної спільноти Кастилія-Ла-Манча, у провінції Сьюдад-Реаль. Населення — 3104 особи (2010).
Муніципалітет розташований на відстані близько 160 км на південь від Мадрида, 15 км на схід від Сьюдад-Реаля.
На території муніципалітету розташовані такі населені пункти: (дані про населення за 2010 рік)
- Торральба-де-Калатрава: 3100 осіб
- Кампомохадо: 3 особи
- Полігоно-ла-Вега: 1 особа

## Демографія
Динаміка населення (INE ):